# Olist
A Olist é uma startup brasileira fundada em 2015 em Curitiba, Paraná, que atua no setor de tecnologia para o varejo. A empresa oferece soluções que conectam pequenos lojistas e grandes marcas a marketplaces, facilitando a gestão de lojas físicas e online, logística e serviços financeiros 
A companhia surgiu como uma derivação do Solidarium, negócio criado em 2007 voltado à comercialização de produtos artesanais em grandes redes varejistas . A mudança de modelo ocorreu em 2015, quando a empresa passou a operar como marketplace para lojistas interessados em vender em grandes plataformas digitais.
Entre 2020 e 2021, a Olist recebeu aportes que somaram mais de 200 milhões de dólares, com investimentos do SoftBank, Goldman Sachs, Valor Capital Group e Redpoint eventures . Parte do capital foi destinada à aquisição de startups como a Tiny ERP, especializada em sistemas de gestão integrada; a PAX, voltada a soluções logísticas; e a Vnda, focada em tecnologia para e-commerce.
Em dezembro de 2021, a Olist atingiu o status de unicórnio, sendo avaliada em mais de 1 bilhão de dólares . O crescimento também envolveu a expansão para serviços financeiros, incluindo o lançamento de produtos para antecipação de recebíveis e soluções de crédito para lojistas.
Atualmente, a empresa possui cerca de 700 colaboradores e mantém escritórios em Curitiba, São Paulo e Bento Gonçalves, atendendo lojistas e marcas de diversos setores do varejo

## História
O Olist foi fundado em fevereiro de 2015 por Tiago Dalvi, como uma derivação da Solidarium, empresa criada em 2007 como uma loja de shopping que depois se tornou um marketplace para a venda de produtos artesanais.

A mudança no modelo de negócio ocorreu após uma aceleração e rodada de investimento realizada pelo fundo 500 Startups. Outros fundos como Redpoint eventures, Valor Capital Group e SoftBank também são investidores da empresa.